# SMS G 42
G 42 – niemiecki niszczyciel z okresu I wojny światowej. Szósta jednostka typu G 37, podobnie jak G 41 posiadała wydłużony o 2,5 m kadłub. Okręt wyposażony w trzy kotły parowe opalane ropą. Zapas paliwa 326 ton. Zatopiony ogniem dział brytyjskich okrętów HMS "Swift" i HMS "Broke" 21 kwietnia 1917 roku podczas bitwy w Cieśninie Kaletańskiej. 